# Чакљанац
Чакљанац је речно острво на десној обали Дунава, јужно од аде Форконтумац и Панчева. Припада 3. категорији заштићених природних добара као подручје локалног значаја.